# Kenneth L. Johnson
Pour les articles homonymes, voir Johnson.
Kenneth Langstreth Johnson (19 mars 1925 - 21 septembre 2015) est un ingénieur britannique, professeur d'ingénierie à l'Université de Cambridge de 1977 à 1992 et membre du Jesus College de Cambridge . La plupart de ses recherches portent sur les domaines de la tribologie et de la mécanique des contacts.

## Éducation
Johnson fait ses études à la Barrow Grammar School et à l'Université de Manchester où il obtient un MScTech, une maîtrise ès arts et un doctorat en philosophie sous la direction de H. Wright Baker.

## Carrière
Johnson est élu membre de la Royal Academy of Engineering en 1987, membre de la Royal Society (FRS) en 1982  et remporte sa médaille royale en 2003  "En reconnaissance de son travail exceptionnel travailler dans le domaine de la mécanique des contacts". Son article de 1971  avec Kevin Kendall (en) et Alan D. Roberts forme la base des théories modernes de la mécanique des contacts . Il apporte également d'importantes contributions à la compréhension de la rhéologie des fluides dans des conditions de lubrification élastohydrodynamique .
Il reçoit le prix international de la Society of Tribologists and Lubrication Engineers en 1983. Il reçoit la médaille d'or de tribologie de l'Institution of Mechanical Engineers en 1985 . Il reçoit le prix Mayo D. Hersey de l'American Society of Mechanical Engineers en 1991 . En 1999, Johnson remporte la médaille William Prager décernée par la Society of Engineering Science  et la médaille Timoshenko en 2006 .
Il est décédé le 21 septembre 2015 .